# William Kamkwamba
William Kamkwamba (Dowa, 5 agosto 1987) è un inventore e scrittore malawiano.

## Biografia
È conosciuto per essere stato capace, a 14 anni, di costruire un mulino a vento per rifornire la propria casa di elettricità, usando materiali di recupero - come pezzi di bicicletta - e legno d'eucalipto: è stato il Daily Times di Blantyre, per primo, a scriverne la storia, nel 2006, nell'articolo che l'ha poi reso noto in tutto il Malawi, ed il Wall Street Journal a diffonderla a livello internazionale. Inoltre, ha costruito una pompa d'acqua, attraverso la quale l'acqua corrente potabile è arrivata per la prima volta al suo villaggio. Poi, ancora, altri due mulini - di cui uno alto 39 piedi (circa 12 metri) - e ne sta progettando ancora due: uno di questi ultimi sorgerà nella capitale malawiana Lilongwe. Nel 2010 è stato uno dei quattro vincitori del GO Ingenuity Award, conferitogli dalla GO Campaign di Santa Monica (Stati Uniti) - un'organizzazione nonprofit che si propone di sostenere i giovani inventori e ne propone la collaborazione per la pace nel mondo. Nello stesso anno, in Germania, gli hanno conferito il Premio Futuro in occasione dell'assegnazione del Premio Corine, consacrandolo tra i sostenitori di spicco dell'Ecosostenibilità e del Greenpower. Nel 2011 è stato tra i primi ad intervenire alla Google Science Fair - si tratta di un importante riconoscimento.
Sebbene sia stato costretto ad interrompere gli studi perché di famiglia povera, si è poi distinto grazie alla precoce inventiva. Una volta pubblicizzate le sue invenzioni - soprattutto grazie alla conferenza TED del 2007 e al suo discorso ispiratore (I went to the library, I read a book about making a windmill. I tried it, and I made it.) - ha ricevuto finanziamenti sufficienti a pagarsi gli studi, così già nel 2007 ha potuto ricevere un'istruzione universitaria di indirizzo economico-imprenditoriale, perché un domani possa contribuire allo sviluppo dell'Africa. 
Ha completato il proprio percorso di studi, in materie ambientali, presso il Dartmouth College. 
È collaboratore dell'organizzazione non profit IDEO.org e ha contribuito ad altri progetti per lo sviluppo del Malawi e delle zone povere del mondo. Lavora a tempo pieno al Moving Windmills Project per la realizzazione del Moving Windmills Innovation Center, un centro per lo sviluppo dell'innovazione in Malawi.

## Cinema
Nel 2019, viene presentato al Sundance Film Festival il film Il ragazzo che catturò il vento, pubblicato su Netflix, piattaforma che opera per la distribuzione via Internet di film e serie TV, nel marzo dello stesso anno. Il film, basato sull'omonimo libro di memorie di William Kamkwamba, racconta la storia dello sviluppo del primo mulino ed è stato selezionato per rappresentare il Regno Unito agli Oscar 2020.